# Карпати
Карпати (чешки, словачки и пољски: Karpaty, украјински: Карпати, румунски: Carpaţii) су планине у средњој Европи. Румуни Карпате још називају и Трансилванијски Алпи. Пружају се на дужини од 1.500 km (ширина преко 300 km), као велики лук од Братиславе преко територије Чешке (3%), Словачке (21%), Пољске (10%), Украјине (10%), Мађарскe  и Румуније (50%) до источне Србије (5%).
Највиши врх Герлаховка (Герлаховски штит) 2.655 m, налази се на Високим Татрама у Словачкој. Карпати се деле на Западне Карпате са Бескидима и Високим Татрама, затим на Шумовите, Источне и Јужне Карпате (или Трансилванске Алпе), највиши врх Молдовеану 2.543 m. Важна речна изворишта су реке Тиса, Висла, Одра, Дњестар, Прут, Мориш, Уж и др.
Клима Карпата је континентална и планинска. Шуме су претежно букове, у вишим пределима четинарске. Има доста пашњака, а развијено је и сточарство. Од дивљих животиња настањују их медвед, вук, дивља мачка и др. Велико рудно богатство: нафта, гас (највише у Румунији, јужно од Трансилванских Алпа), гвожђе, угаљ, злато, сребро, бакар, олово, цинк, волфрам, со и др.
Подела Карпата обично обухвата три главна дела:
- Западни Карпати: Чешка, Пољска и Словачка
- Источни Карпати: југоисточна Пољска, источна Словачка, Украјина и Румунија
- Јужни Карпати: Румунија и источна Србија[1][2][4]

Термин спољни Карпати се често користи за описивање северног обода Западних и Источних Карпата.
Карпати представљају станиште за највећу европску популацију мрких медведа, вукова, дивокоза и рисова, са највећом концентрацијом у Румунији, као и за више од једне трећине свих европских биљних врста. Планине и њихово подножје такође имају много термалних и минералних вода, при чему Румунија има једну трећину укупног броја у Европи. Румунија је такође дом друге највеће површине девичанских шума у Европи, после Русије, са укупно 250.000 хектара (65%), од којих је већина у Карпатима, са јужним Карпатима који чине највећу нефрагментисану шумску област у Европи. Стопе крчења шума због нелегалне сече у Карпатима су високе.

## Оронимија
Назив карпатских планина потиче из античких времена, а првобитно је означавао само источне делове данашњег Карпатског масива. Назив се први пут помиње у радовима географа Птолемеја (2. век нове ере) који је забележио ороним (назив за брда и планине) Карпати (грч. Καρπάτης), а такође и етноним Карпи, који се односио на народ. Антички назив за планински венац је повремено употребљаван и током средњег века. Тек касније, у време нововековног конституисања географије као савремене науке, назив је проширен на целокупан масив у данашњем опсегу.
Карпатска оронимија (скуп назива за огранке карпатског венца) обухвата називе који су усвојени у процесу терминолошке стандардизације, која је у стручним (географским) круговима спроведена током 20. века, а такође и традиционалне (локалне) називе који су карактеристични за сваку појединачну област. Међународно прихваћени називи за три основна огранка карпатског горја (Западни Карпати, Источни Карпати, Јужни Карпати) засновани су на физичко-географским критеријумима, док се називи који одражавају формалну поделу Карпатског масива према државној припадности заснивају на геополитичким критеријумима (на пример: Чешки Карпати, Словачки Карпати, Пољски Карпати, Украјински Карпати, Румунски Карпати и тако даље).
У склопу карпатске хоронимије (скуп назива за области у окружењу карпатског горја), посебан изазов и проблем представљају вишезначни појмови који су настали додавањем разних афикса на именску (карпатску) основу. Пошто је избор афикса по правилу одражавао локално схватање положаја одређене области у односу на Карпатски масив, поједини карпатски хороними су добили вишеструка значења. На пример, појам Поткарпатје у пољској и украјинској терминологији означава просторе на спољашњој страни карпатског венца, док исти појам у чешкој, словачкој и мађарској терминологији означава просторе са унутрашње стране карпатског лука. Сходно томе, пољско Поткарпатско војводство се налази на спољашњој, а бивша чехословачка Поткарпатска Русија на унутрашњој страни Карпата. Слична вишезначност постоји и код неких других геополитичких и геоисторијских појмова, као што су: Закарпатје, Покарпатје, Преткарпатје, Прикарпатје.